# Третья дочь
«Третья дочь» — советский фильм 1970 года снятый на киностудии «Таджикфильм» режиссёром Анваром Тураевым.

## Сюжет
- По рассказу Фатеха Ниязи «Девушка по соседству»

Мастер-гончар Мухтар наделён незаурядным талантом художника. Он хочет передать тайны ремесла сыну — наследнику его имени, его имущества и его ремесел. Но жена рождает одну, затем вторую дочь. Когда рождается третья дочь Мухтар чуть не сходит с ума. Кому передаст теперь мастер свое благородное ремесло, свой гончарный круг и печь? Нет наследника-сына, не будет и продолжения древней профессии…
Мухтар покидает семью. С тощим мешком за плечами уходит он из родного кишлака. Но причина не только в третьей дочери… его затейливые кувшины не пользуются на базарах особым спросом — куда лучше идет артельный товар — пусть и попроще, зато дешевле из-за совместного изготовления. Но в артель Мухтар идти не желает, оставаясь единоличником. Не хочет он и учить молодёжь секретам своего дела. Ни советы друзей, ни просьбы жены не могут сломить его упорства. А дела гончара идут все хуже…
Но уход не в состоянии разрубить тугой узел недоразумений, обид, недовольства Мухтара собой и окружающими. Постепенно гончар теряет вкус к тонкой работе, пальцы перестают чувствовать податливую фактуру глины. А тут ещё начинается война, семья потеряна, и адрес её неизвестен…
Но его оставшуюся семью — жену Норбиби с тремя маленькими дочерьми, даже в тяжёлое военное время, не оставили жители кишлака, и коммунная артель взяла на воспитание девочек.
Мухтар попадает в больницу, где главным врачом его первая дочь, она узнаёт его, и зовёт мать и сестёр, и старый гончар с радостью узнаёт, что его третья дочь в артеле выучилась на гончара, и продолжает дело отца сама став признанным мастером

## В ролях
- Ато Мухамеджанов — гончар Мухтар
- Тамара Кокова — Норбиби, жена Мухтара
- Сайрам Исаева — Гульнора
- Анвар Тураев — незнакомец
- Хабибулло Абдуразаков — мулла Барот
- Абдулхамид Нурматов — Бобошараф
- Сановбар Бакаева — Муслима
- Гуландом Сафаралиева — Отун
- Адгам Каландаров — Мансур
- Владимир Барботько — Петр-ака
- Насыр Хасанов — коллега Гульноры (нет в титрах)
- Нозукмо Шомансурова — доктор (нет в титрах)

## Критика
И режиссёр, и актриса Т. Кокоева, нашли точные и яркие краски для характеристики своей героини. Замысел фильма «Третья дочь» не реализован до конца. Но задумывалась картина как рассказ о человеке, изменившем самому себе, своему призванию о неминуемом крахе того, кто отступил.— Советский экран, 1971